# Кристофер-стрит — Стонуолл (линия Бродвея и Седьмой авеню, Ай-ар-ти)
|   |     |     |     |     |   |
| · | · л | · э | · э | · л | · |

|   |     |     |     |     |   |
| · | · л | · э | · э | · л | · |

«Кристофер-стрит — Стонуолл» (англ. Christopher Street–Stonewall) — станция Нью-Йоркского метрополитена, расположенная на линии Бродвея и Седьмой авеню, Ай-ар-ти.  На станции останавливаются маршруты 1 (круглосуточно) и 2 (ночью). Станцию проходят без остановки маршруты 2 (круглосуточно, кроме ночи) и 3 (круглосуточно, кроме ночи). Она представлена двумя боковыми платформами, обслуживающими два локальных пути.
Станция была открыта 1 июля 1918 года, как часть развития сети Interborough Rapid Transit Company (IRT), которая в то время доминировала как отдельное метро, на территории Манхэттена от Таймс-сквер/42-й улицы до Саут-Ферри. Данный участок обслуживался челноком до полного завершения строительства линии и станций, на 1 июля 1918 года.
Станция отделана мозаикой.
Станцию можно заметить в клипе Дэвида Боуи «I’m Afraid of Americans», а также в фильме 1999 года Большой папа, в котором снимался Адам Сэндлер.
Старое название «Кристофер-стрит — Шеридан-сквер» было заменено на «Кристофер-стрит — Стонуолл» в июне 2024 года в память о Стоунволлских бунтах, произошедших в баре «Стоунволл-инн» рядом со станцией.

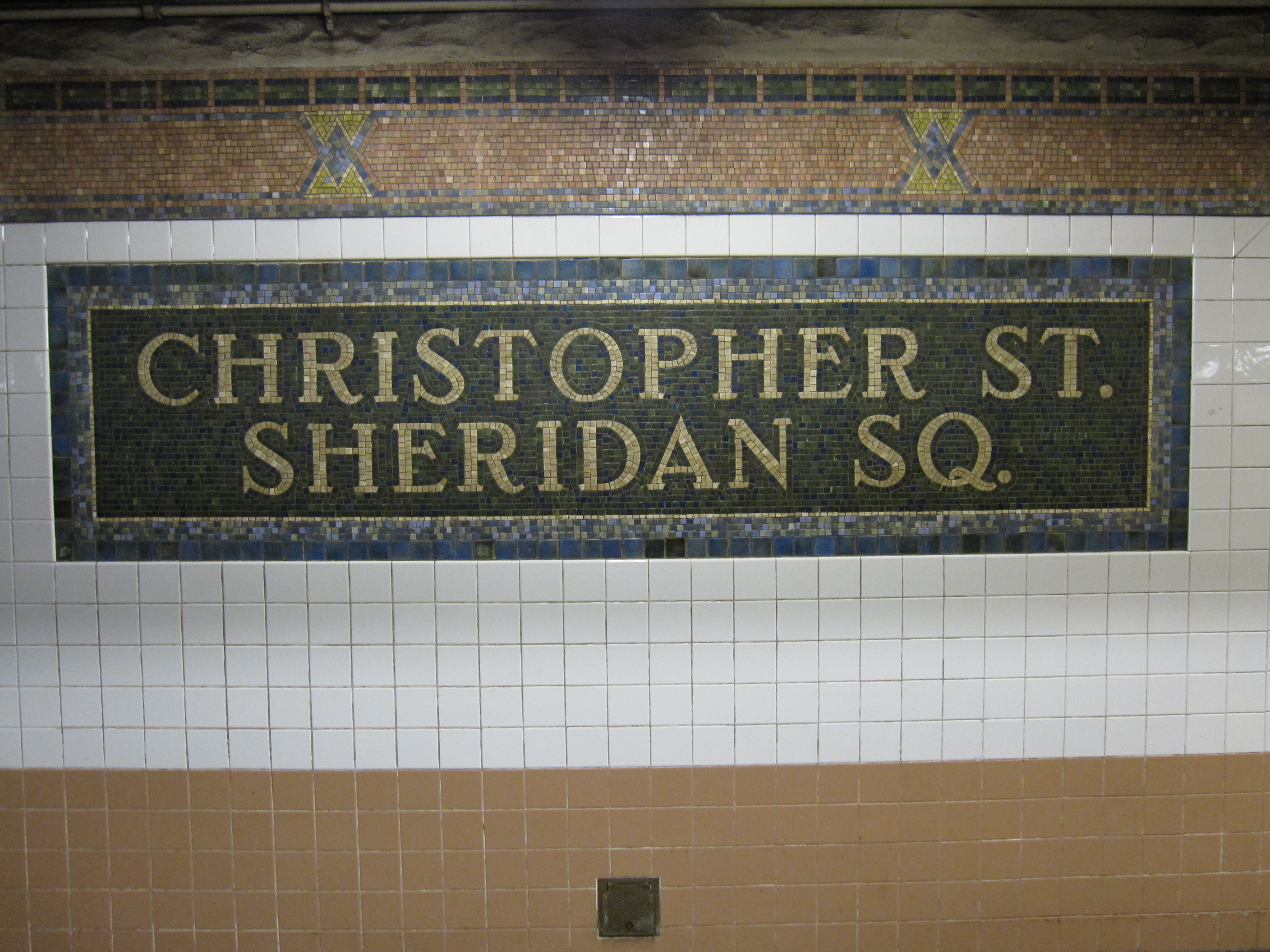
Именная мозаика
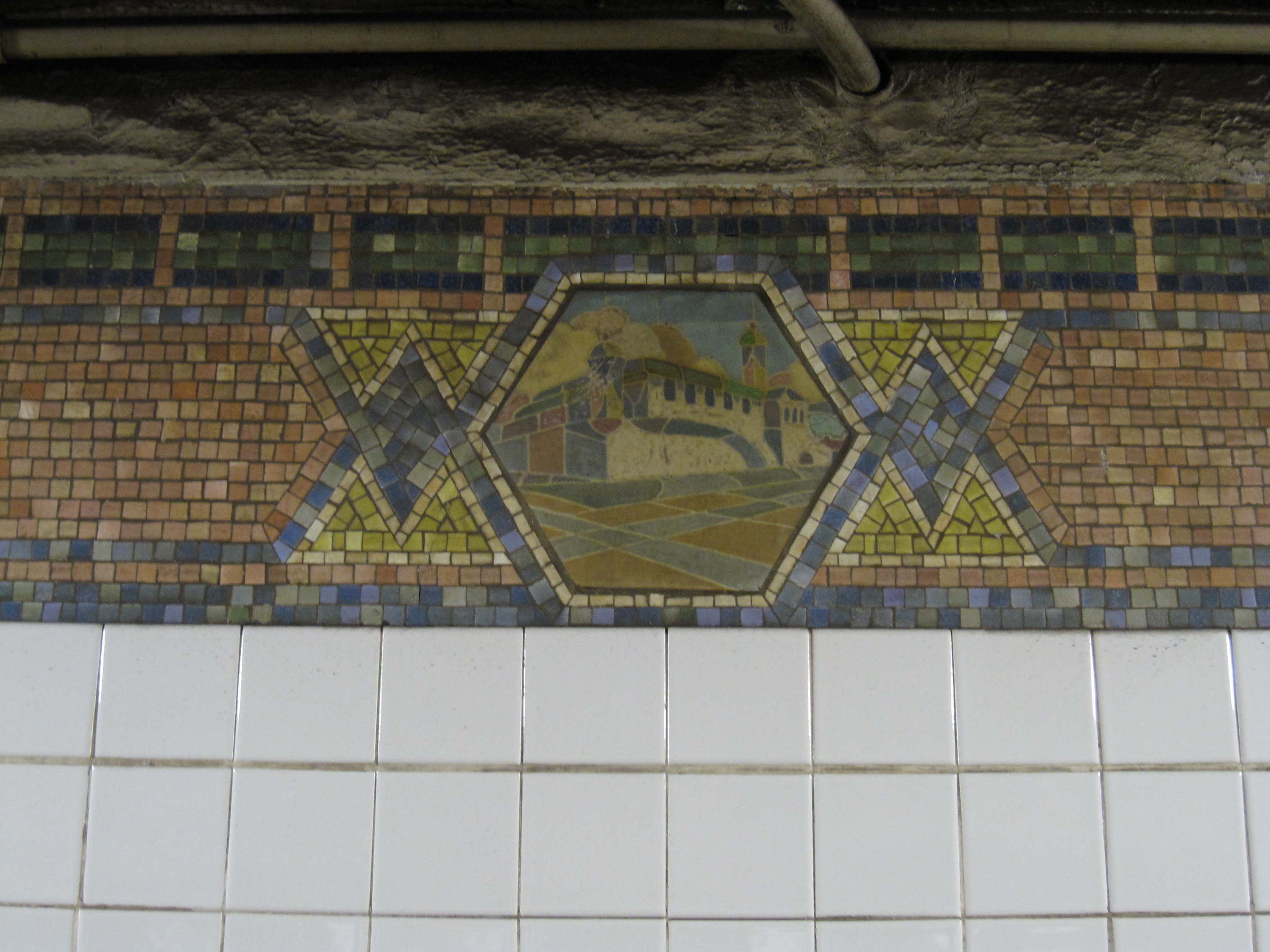
Изображение старой тюрьмы, находившейся под 10-й улицей
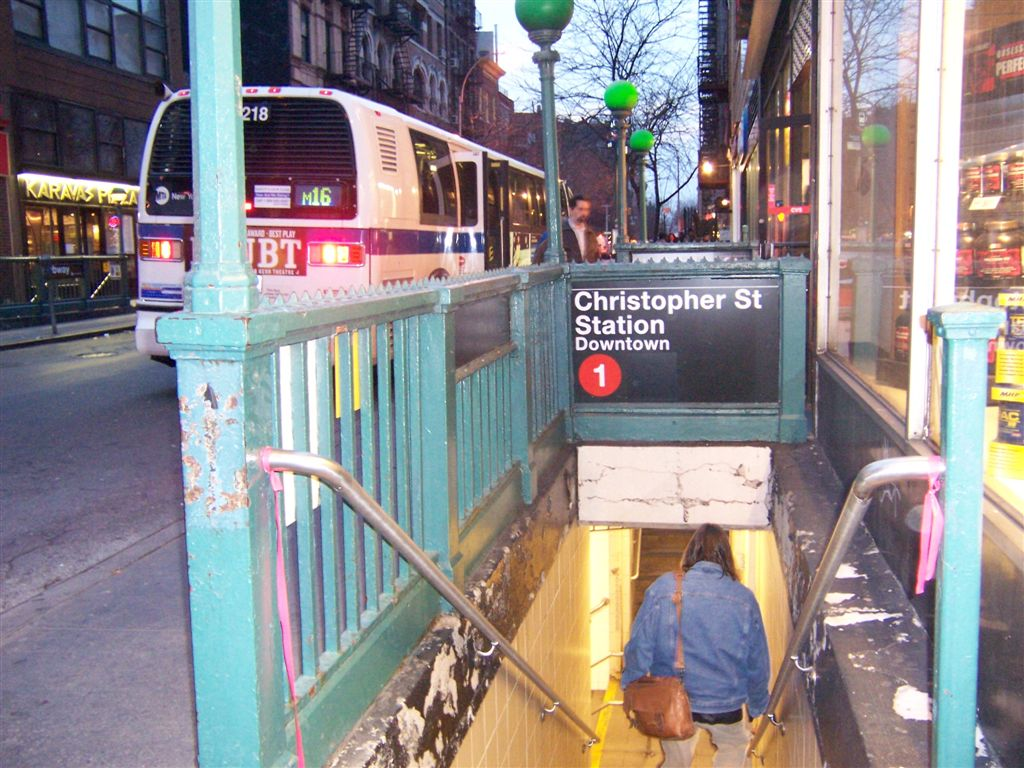
Вход на станцию
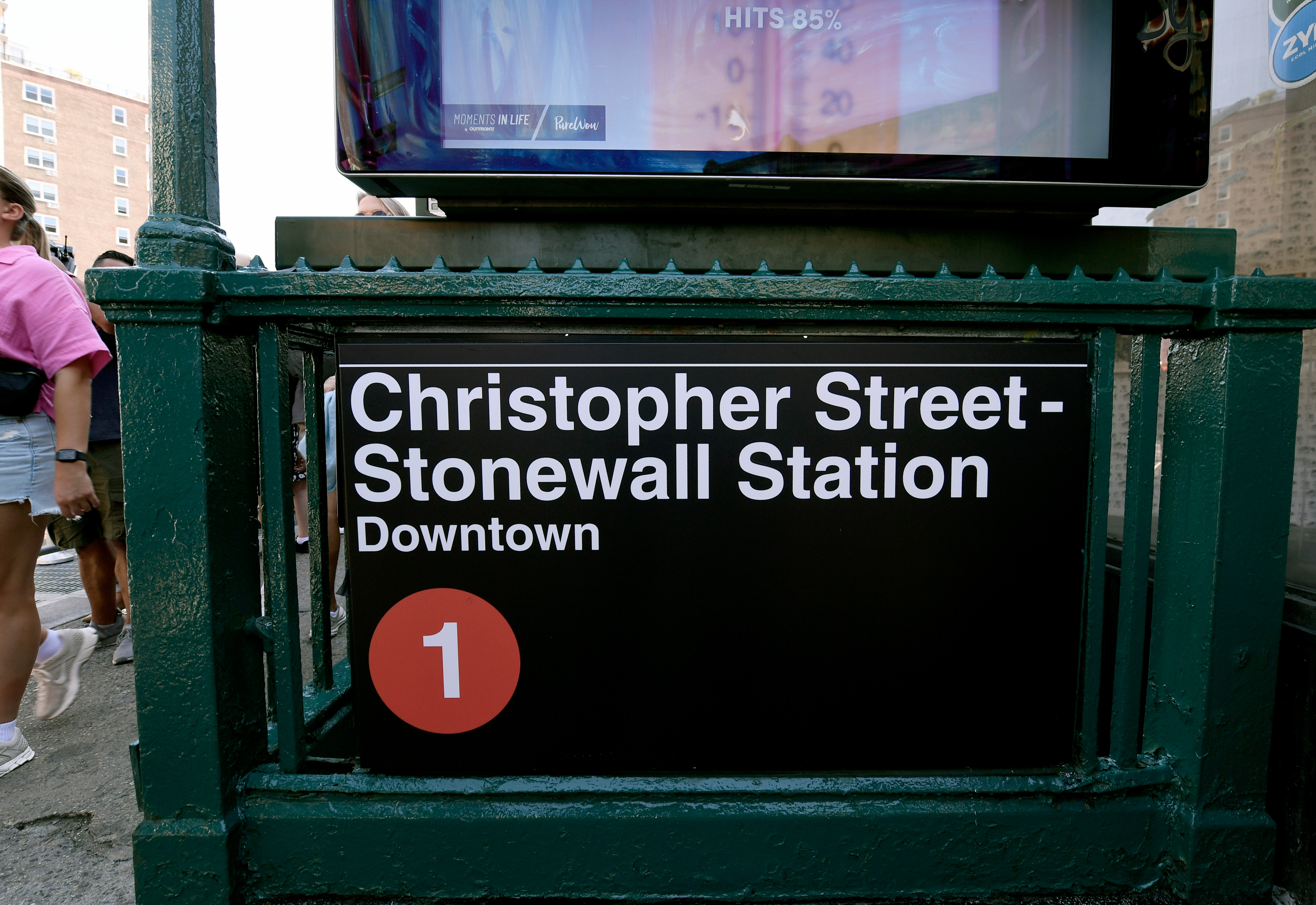
Новая вывеска